# Granucillo
Granucillo är en ort och kommun i provinsen Zamora i den autonoma regionen Kastilien och León i nordvästra Spanien. Orten ligger cirka 62,5 kilometer nordväst om Zamora. Kommunen har 104 invånare (2024), på en yta av 32,48 km². Kommunen tillhör comarcan Benavente y Los Valles. Norr om Granucillo ligger bergen Sierra de Carpurias.

## Historia
I Granucillo finns två stensättningar, i Spanien kallade för dolmen: Las Peñezuelas och El Casetón de los Moros (båda daterade till perioden 3500–3000 f.Kr).
Väster om Granucillo ligger samhället Rosinos de Vidriales med rester av den romerska militärförläggningen Petavonium. Norr om Granucillo ligger den förromerska fornborgen Las Labradas.

## Orter
Orter (núcleos) i kommunen Granucillo (inom parentes invånarantal 1 januari 2023):

- Cunquilla de Vidriales (31)
- Granucillo (49)
- Grijalba de Vidriales (32)

## Kända personer från Granucillo
- Justiniano Casas Peláez, fysiker